# Лейнинген
Лейнингены (нем. Leiningen) — графский и с (1779) княжеский род Священной Римской империи, с конца XI века владевший землями в Эльзасе и Пфальце, включая местечко Лайнинген. После 1803 г. их главной резиденцией служит секуляризованное аббатство Аморбах во Франконии. Многие представители рода имеют то или иное отношение к германской, британской и российской монархиям.

## Историческая справка

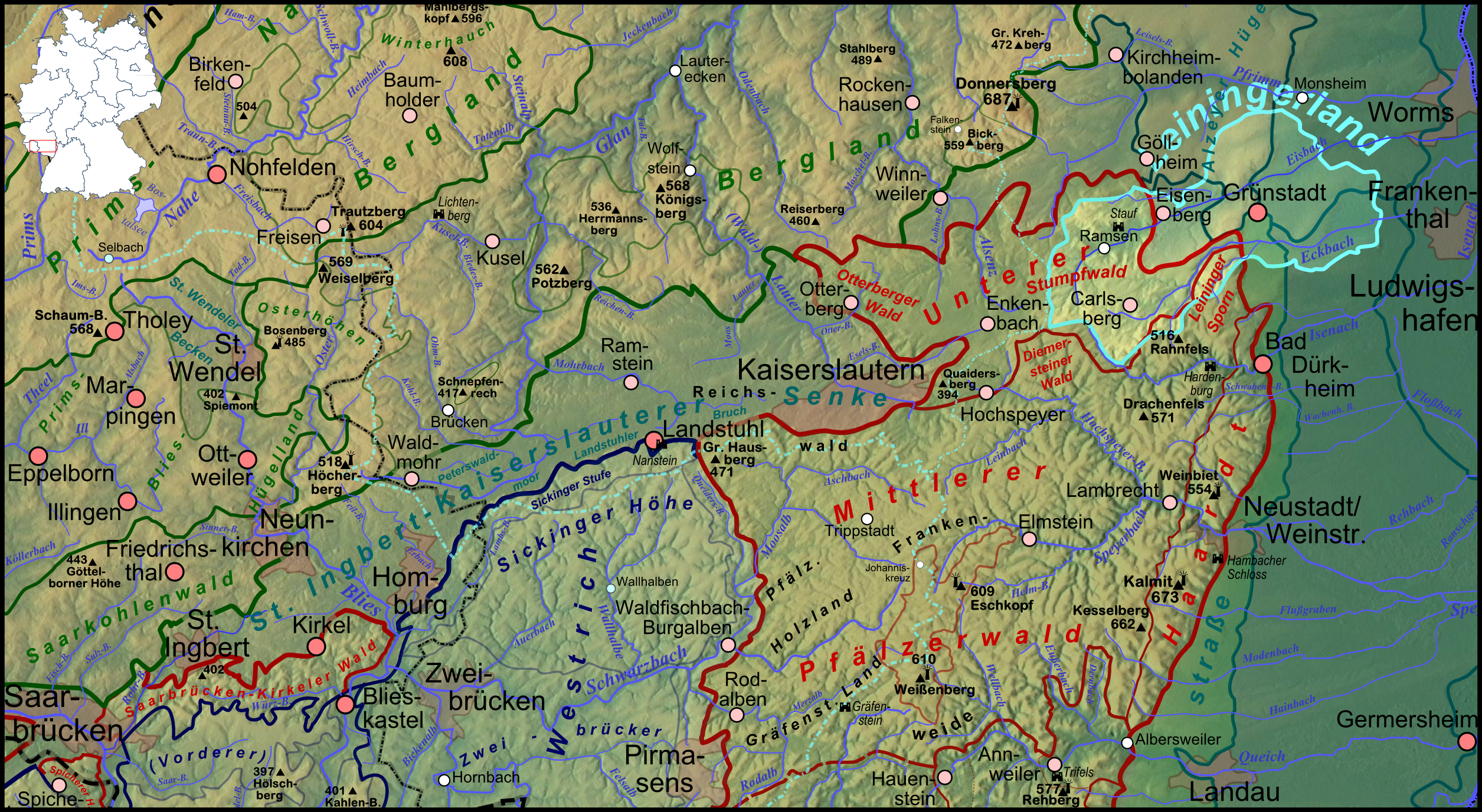
Лейнингерланд

Графство Лейнинген на карте Германии 1250 г.

Семейные предания Лейнингенов выводят их происхождение от гипотетической младшей ветви Салической (Франконской) династии (1024—1125 гг.) императоров Священной Римской империи, так называемых Эмихонов. Но большинство историков признаёт их первым бесспорным родоначальником графа Лейнингена Эмиха II, скончавшегося в 1138 году. Эта линия пресеклась в 1212 году после смерти его внука Фридриха I, состоявшего в бездетном браке с Гертрудой фон Габсбург. Графство Лейнинген унаследовал его племянник Фридрих II, сын сестры Фридриха I, Лиутгарды, и графа Симона II Саарбрюккенского, старшего сына и наследника Симона I.
Таким образом, современные Лейнингены происходят по мужской линии от Зигберта I, первого графа в графстве Саарбрюккен, дарованного ему в 1080 году императором Генрихом IV. Из его потомков наиболее известны сыновья Фридрих (граф Саарбрюккена) и Адальберт I, архиепископ Майнца и эрцканцлер Священной Римской империи, и внучка Агнесса, жена герцога Швабии Фридриха II Одноглазого — мачеха императора Фридриха I Барбароссы и мать его брата пфальцграфа Конрада Швабского.

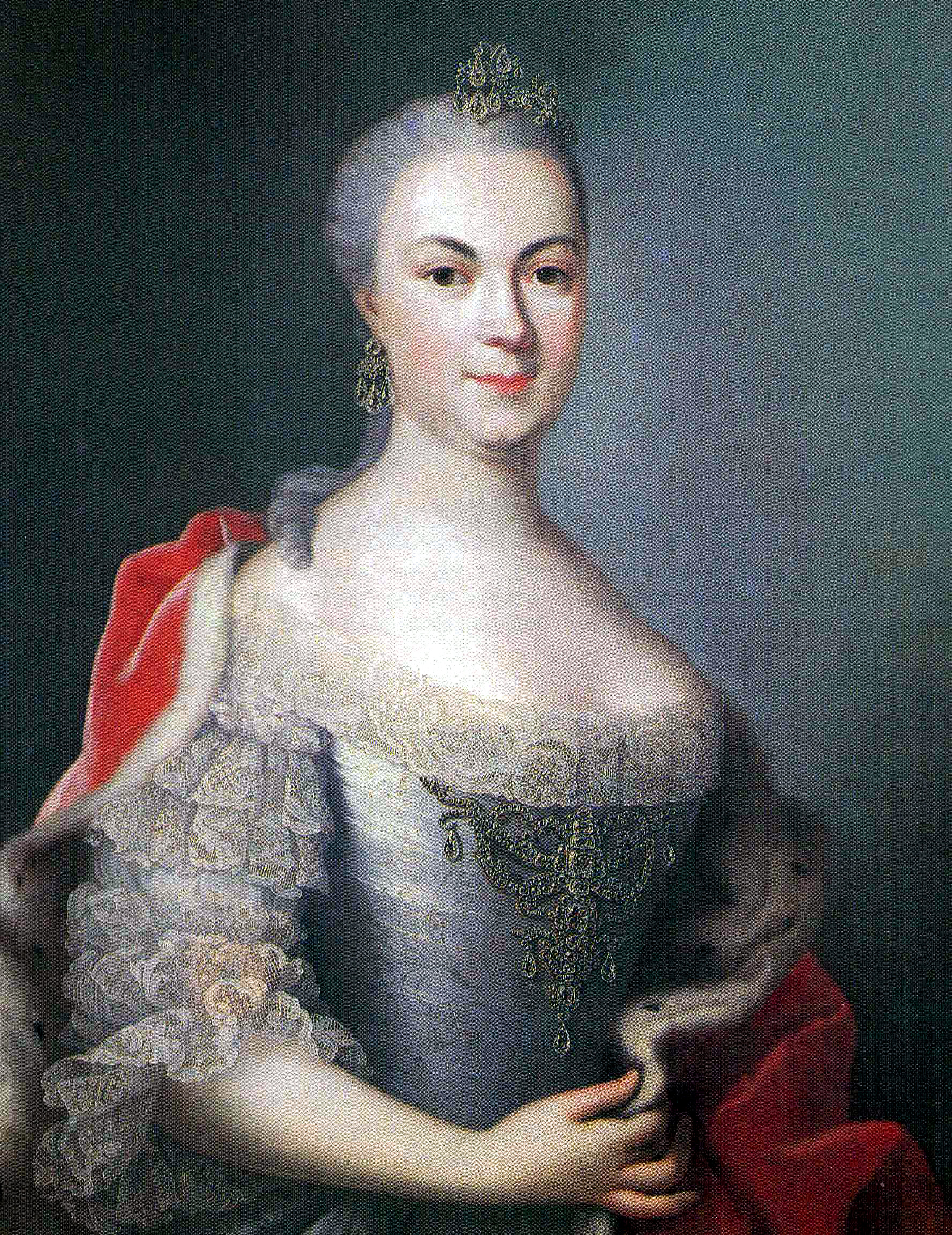
Мария Луиза Альбертина Лейнинген-Дагсбург-Фалькенбургская (1729—1818)

Просуществовавшее не менее 700 лет графство Лейнинген, неоднократно разделявшееся между наследниками, образовавшими многочисленные ветви рода Лейнингенов, и поныне сохраняет некую общность как историческая область в Пфальце — Лейнингерланд. К роду Лейнингенов принадлежала знаменитая Мария Луиза Альбертина Лейнинген-Дагсбург-Фалькенбургская, в замужестве принцесса Гессен-Дармштадтская, бабушка и воспитательница королевы Пруссии Луизы, в свою очередь, ставшей бабушкой русского императора Александра II Освободителя. Впоследствии в дом Лейнингенов вошли и некоторые потомки Александра II — таким образом, он является и потомком, и предком членов этого рода.

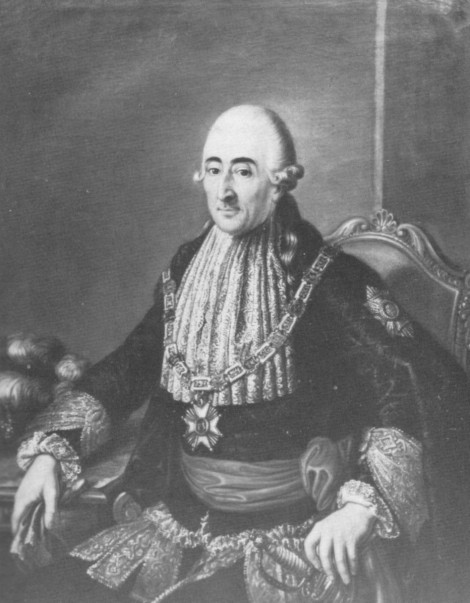
1-й князь Лейнингенский Карл (1724—1807)

С 1550-х по 1794 гг. под управлением Лейнингенов находилась община Кальштадт, где жили предки избранного в 2016 году президента США Дональда Трампа и известного промышленника Генри Хайнца.
До роспуска Священной Римской империи в 1803 году графы Лейнингены традиционно входили в её парламент — Рейхстаг — в составе Коллегии имперских графов Веттерау. Присвоение княжеского титула Карлу I Лейнингенскому и его потомкам в 1779 году императором Иосифом II за службу на посту имперского казначея не изменило эту норму. Зато придворные связи первого князя Лейнингенского помогли ему в 1803 году: когда его родовые земли в Пфальце были захвачены Наполеоном Бонапартом, он сумел добиться предоставления ему в качестве компенсации секуляризованного для этого аббатства Аморбах.
Новое Княжество Лейнинген просуществовало всего три года и было медиатизировано в 1806 году, навсегда закрепив за Лейнингенами привилегии царственного рода. Так, например, в 1837 году на британский престол взошла единоутробная сестра III князя Лейнингенского, известная нам как британская королева и императрица Индии Виктория, а внучка его родной сестры принцессы Феодоры Лейнингенской вышла замуж за кайзера Вильгельма II чтобы стать последней германской императрицей Августой Викторией.
Четвёртый князь Эрнст Леопольд Лейнинген был женат на принцессе Марии Амелии Баденской, двоюродной сестре императрицы Елизаветы Алексеевны, супруги императора России Александра I, внучке шведского короля Густава IV Адольфа, а также старшей сестре великой княгини Ольги Фёдоровны, супруги великого князя Михаила Николаевича, младшего сына императора Николая I и брата императора Александра II.
Пятый князь Эмих цу Лейнинген был женат на принцессе Феодоре Гогенлоэ-Лангенбургской, правнучке принца Людвига Вюртембергского, брата императрицы Марии Феодоровны, второй супруги российского императора Павла I, матери императоров Александра I и Николая I, а также двоюродной сестре Августы Виктории, последней германской императрицы.
Шестой князь Карл III женился на правнучке Александра II и королевы Виктории, княжне императорской крови (великой княжне) Марии Кирилловне.
Седьмой князь Эмих II Кирилл, названный Кириллом в честь деда Кирилла Владимировича, провозгласившего себя в 1924 году императором Всероссийским в изгнании, в 1950 году взял в жёны принцессу Эйлику Ольденбургскую, дочь Наследного герцога Николая Ольденбургского, прапраправнучку Короля Пруссии Фридриха Вильгельма III, деда всё того же Александра II, а также прапраправнучку великой княжны Елены Павловны, дочери Павла I.
Старший сын седьмого князя принц Карл-Эмих в 2013 году принял православие, в связи с чем утратил право на наследство в Доме Лейнингенов, и ныне известен под православным именем князя императорской крови Николая Кирилловича Лейнингена-Романова и претендует на титул Императора Николая III, главы Романовской Империи от Монархической партии России

## Современные Лейнингены
Когда Карл Эмих Николаус женился в 1991 г. на баронессе из семейства промышленников Тиссенов, в семье разразился скандал. Отец принца седьмой князь Эмих II посчитал второй брак старшего сына морганатическим и лишил его прав на будущее главенство в Лейнингенском доме. В 1998 г. Карл-Эмих и Габриэлла Тиссен развелись, и последняя вышла замуж за главу исмаилитов, принца Ага-хана IV. Третьим браком принц Карл-Эмих в 2008 г. женился на графине Изабелле фон Эглофштайн, наследнице медиатизированного рода Паппенхайм, от неё рожден принц Эмих.
По состоянию на 2014 год Главой Лейнингенского Княжеского дома считается младший брат князя Николая Кирилловича Андрей, 8-й князь Лейнингенский (р. 1955). Он с 1981 г. состоит в династическом браке с принцессой Александрой Ганноверской и Брауншвейгской (р. 1959), от которого происходят их дети: Наследный принц Фердинанд (р. 1982), принцесса Ольга (р. 1984) и принц Герман Младший (р. 1987). Кроме потомства князя Эмиха II (1926—1991), к Лейнингенскому дому относятся:
- все дети принца Карла-Эмиха (князя императорской крови Николая Кирилловича) от его трёх браков: принцесса Цецилия (р. 1988), принцесса Тереза (р. 1992) и принц Эмих (р. 2010);
- принцы Борис (р. 1960) и Герман Старший (р. 1963), дети второго сына великой княгини Марии Кирилловны — принца Карла-Владимира Лейнингенского (1928—1990) и его супруги, принцессы Марии-Луизы Болгарской (р. 1933), сестры царя Болгарии Симеона II. Принцы Борис и Герман Старший Лейнингенские исповедуют Православие с 1968 года.

## Очередность в списке российского престолонаследия
Современный исследователь русского монархизма Евгений Алексеев в своей монографии «Закон и корона Российской Империи» отмечает, что «князья Лейнингенские носят титул Светлостей, вероисповедание лютеранское, обладают правом на Российский Престол среди иностранных Династий в I Очередь» — в связи с родством с Великой Княгиней Марией Кирилловной. При этом в соответствии с Основными государственными законами Российской империи претендовать на российский престол может только князь крови императорской православного вероисповедания, в связи с чем в 2013 году Карл-Эмих с супругой перешли из лютеранства в православие, получив имена Николай Кириллович и Екатерина Федоровна, о чём в России объявила Монархическая партия Российской Федерации. Таким образом Николай Кириллович вступил в конкуренцию с Марией Владимировной, называющей себя главой Российского императорского дома, а партия впоследствии опубликовала «Экспертное заключение о неравнородности брака Владимира Кирилловича», обосновывающее несостоятельность её притязаний.

## Очередность в списке британского престолонаследия
Лейнингены, в связи с родством с королевой Викторией, также присутствуют и в списках британского престолонаследия: 17 наследников дома занимают текущие места 119—135 в очереди на британскую корону.

## Резиденции Лейнингенов

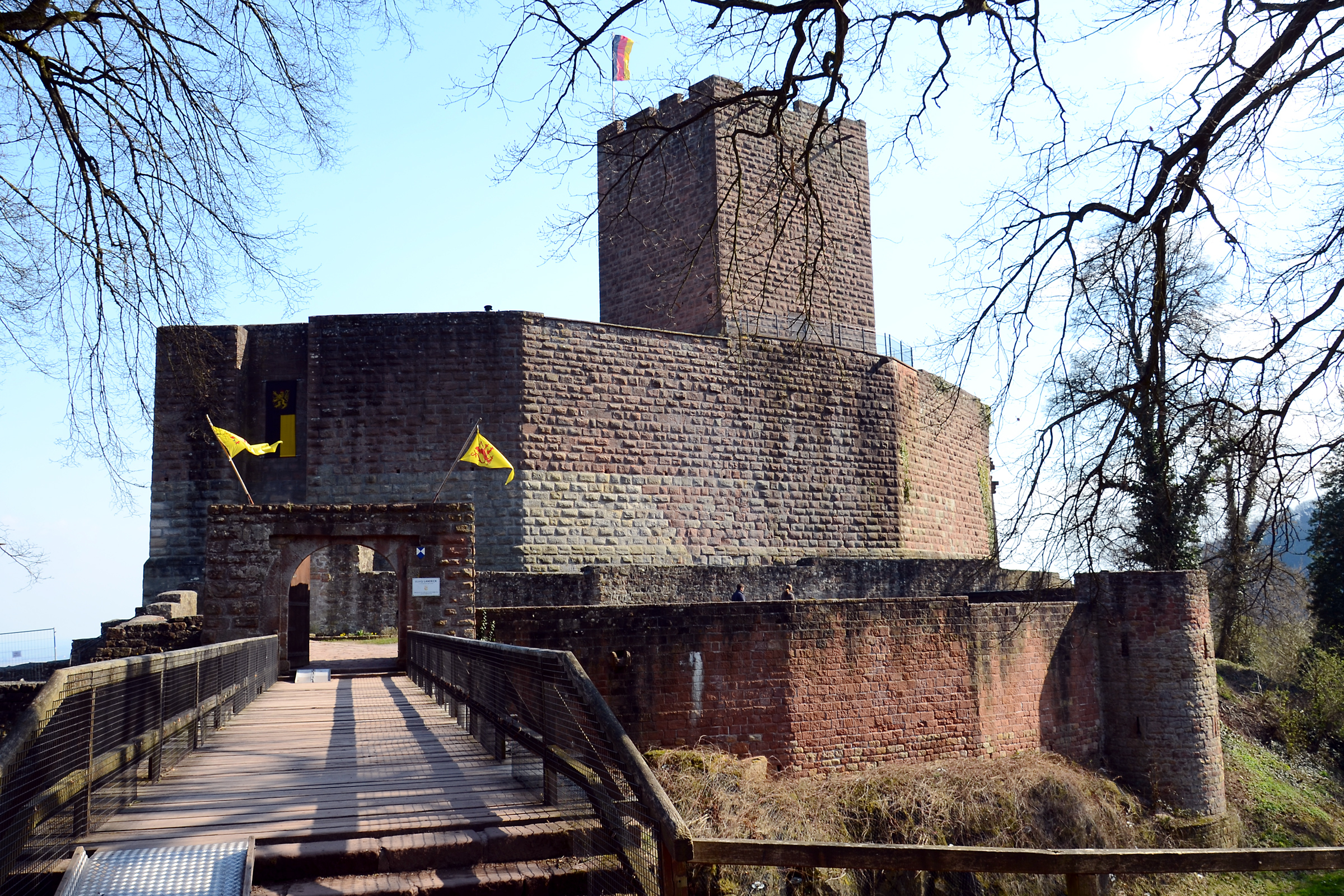
Замок Ландек
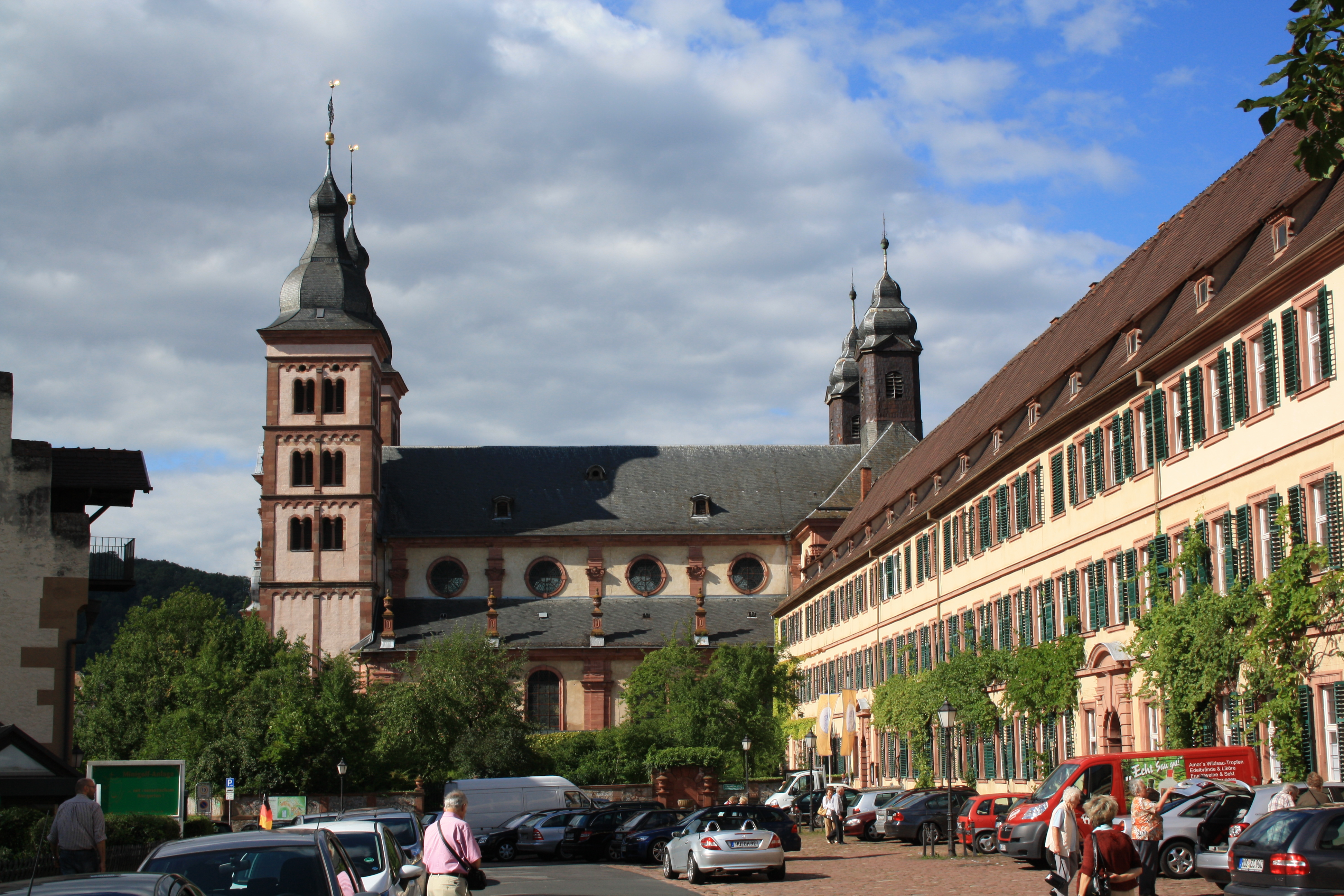
Аббатство Аморбах
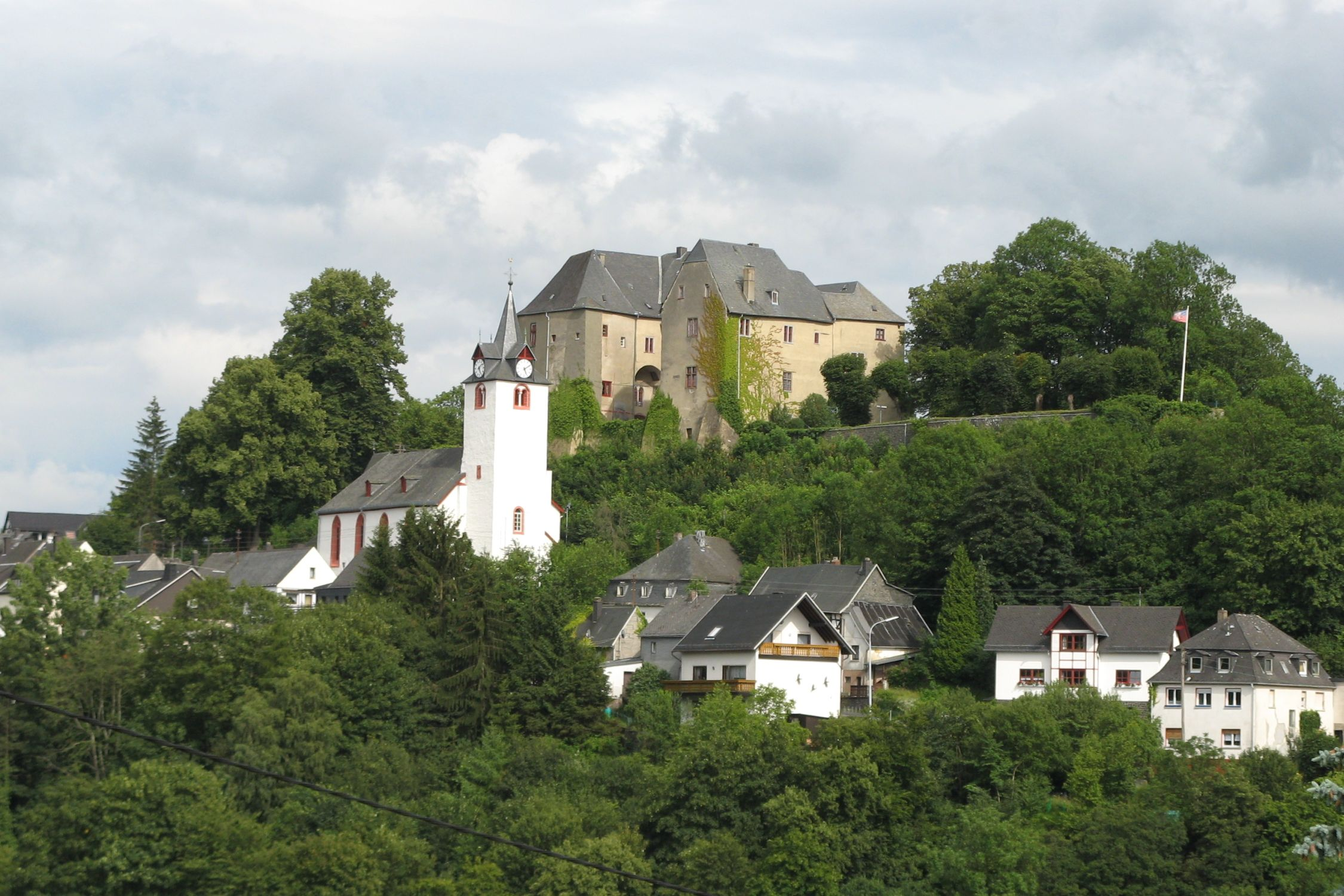
Замок Вестербург
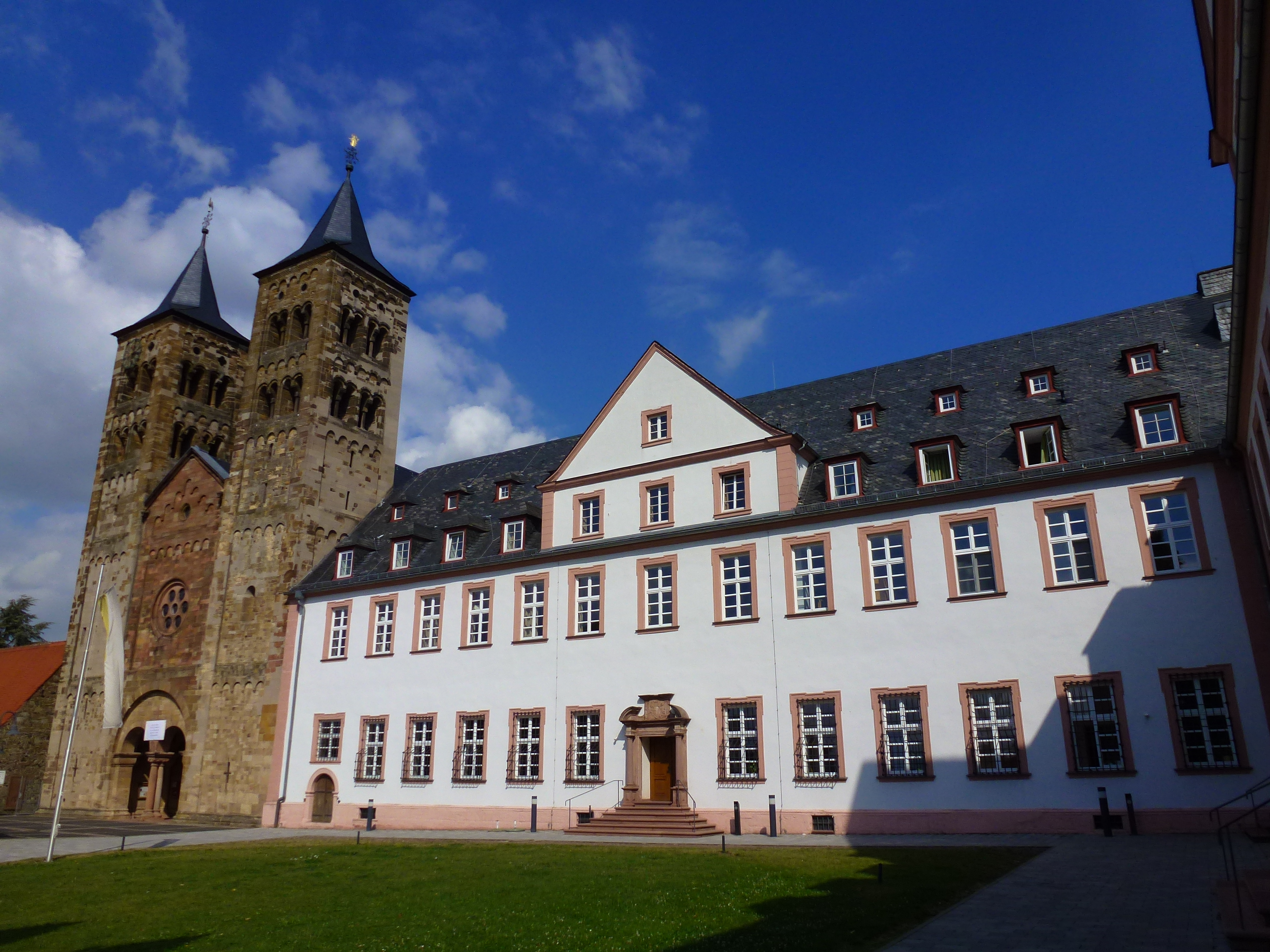
Ильбенштадтское аббатство
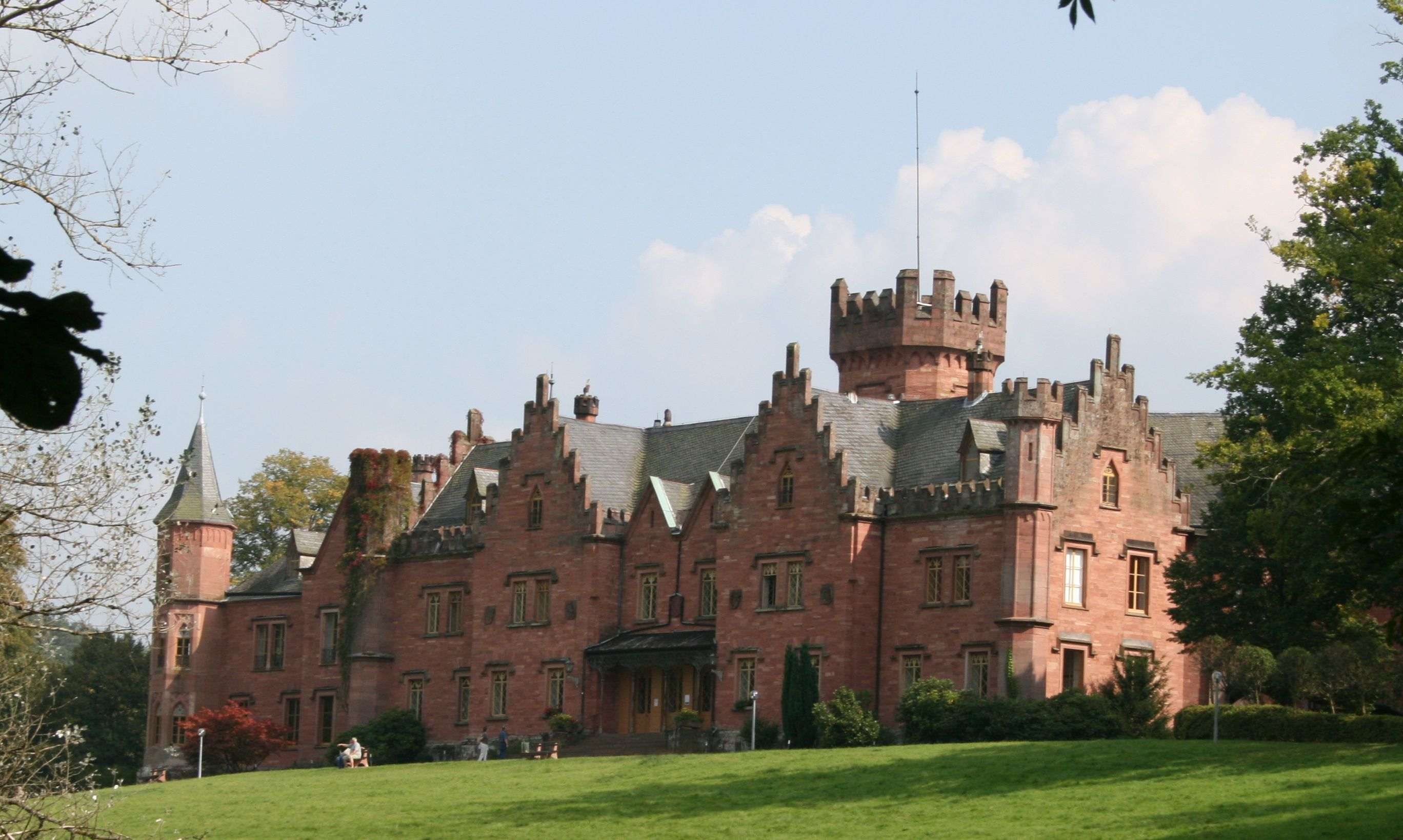
Замок Вальдлейнинген